# Kardinal Offishall
Jason D. Harrow (* 12. května 1976 Toronto, Ontario, Kanada), známý jako Kardinal Offishall je kanadský rapper označovaný za "kanadského velvyslance hip hopu".

## Biografie
Kardinal se narodil v kanadském Torontu. Začal rapovat v 8 letech a ve 12 letech vystoupil živě společně s Nelsonem Mandelou. V 17 letech začal rapovat pod jménem "KoolAid" a později přijal pseudonym "Kardinal Offishall" po vzoru kardinála Richelieu. Za svou kariéru vydal alba "Eye & I", "Quest for Fire: Firestarter, Vol. 1", "Fire and Glory", "Not 4 Sale" a momentálně pracuje na svém albu "Mr. International".
Smíšením afrických a reggae prvků s kanadským hip hopem se stal Kardinal významným kanadským interpretem, svoji popularitu na internetu si však získal hlavně díky spolupráci na Akonově singlu "Beautiful".